# تلمبه عباس‌آباد (رفسنجان)
تلمبه عباس‌آباد یک منطقهٔ مسکونی در ایران است که در دهستان کشکوئیه واقع شده‌است.